# Damien Monier
Damien Monier (* 27. August 1982 in Clermont-Ferrand) ist ein ehemaliger französischer Bahn- und Straßen-Radrennfahrer.

## Sportliche Laufbahn
Damien Monier wurde 2002 Dritter beim Chrono des Herbiers in der Klasse U23. Im folgenden Jahr wurde er französischer U23-Meister in der Einerverfolgung auf der Bahn und konnte den Chrono des Herbiers für sich entscheiden. 2003 fuhr er bei Cofidis als Stagiaire und bekam dort ab der folgenden Saison einen Profivertrag; er blieb bei dieser Mannschaft bis 2012. 2005 und 2008 wurde Monier Französischer Meister in der Einerverfolgung der Elite.
Seinen größten Erfolg feierte Monier mit einem Etappensieg beim Giro d’Italia 2010. Im Januar 2012 wurde Monier beim Training von einem Auto angefahren und erlitt schwere Kopfverletzungen. Nach diesem Unfall fand er sich nicht mehr in der Lage, auf dem Niveau eines WorldTeams weiterzufahren, und er ging zum japanischen UCI Continental Team Team Bridgestone Anchor. 2014 gewann er eine Etappe der Tour International de Constantine und 2016 die Gesamtwertung der Tour de Guadeloupe. 2017 entschied er eine Etappe und die Punktewertung der Tour de Kumano für sich. Im Jahr darauf wechselte er zum Aisan Racing Team, mit dem ihm jedoch keine zählbaren Erfolge gelangen.
Nach der Saison 2022 beendete Monier im Alter von 40 Jahren seine Karriere als Radrennfahrer.

## Erfolge

### Straße
2003
- Chrono des Herbiers (U23)

2010
- eine Etappe Giro d’Italia

2014
- eine Etappe Tour International de Constantine

2016
- Gesamtwertung und eine Etappe Tour de Guadeloupe

2017
- eine Etappe und Punktewertung Tour de Kumano

### Bahn
2003
- Französischer Meister – Einerverfolgung (U23)

2005
- Französischer Meister – Einerverfolgung

2008
- Französischer Meister – Einerverfolgung

## Grand-Tour-Platzierungen
| Grand Tour            | 2007 | 2008 | 2009 | 2010 |
| --------------------- | ---- | ---- | ---- | ---- |
| Giro d’ItaliaGiro     | –    | 111  | –    | 89   |
| Tour de FranceTour    | –    | –    | –    | 68   |
| Vuelta a EspañaVuelta | 129  | –    | 65   | –    |